# Conférence mondiale des radiocommunications
Pour les articles homonymes, voir CMR.

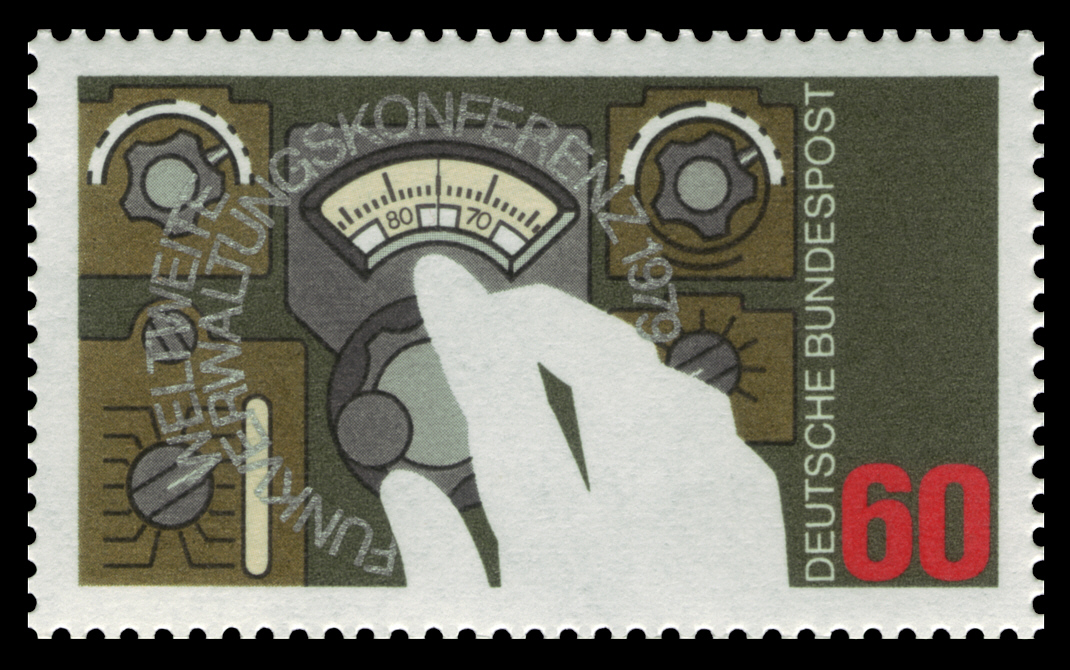
Timbre faisant référence à la Conférence mondiale des radiocommunications de 1979

Les Conférences mondiales des radiocommunications (CMR), en anglais World Radiocommunication Conference (WRC), sont organisées par l'Union internationale des télécommunications (UIT) pour délibérer et éventuellement réviser les traités internationaux qui règlementent l'usage du spectre radioélectrique, des positions orbitales géostationnaires et des orbites non géostationnaires. Elle se réunit à intervalles de deux à quatre ans. Avant 1993, elle portait le nom de World Administrative Radio Conference (WARC), puis devint WRC après la restructuration de l'UIT en 1992 à la conférence plénipotentiaire de Genève.

## Principe de fonctionnement
Chaque conférence réunit tous les acteurs des télécommunications radioélectriques pour délibérer sur l'assignation des bandes de fréquence entre les divers utilisateurs :
- satellite de télécommunications
- services fixes et mobiles
- radiodiffusion
- télévision hertzienne
- radioastronomie
- radioamateurs
- réseaux de téléphonie mobile
- liaisons sans fil diverses

Les industriels ne participent pas directement aux débats ou votes, mais sont représentés par leurs gouvernements, et contribuent aux groupes de travail traitant chaque analyse d'impact ou de coordination.

## Liste des conférences
- World Radiocommunication Conference 2019 (Charm el-Cheikh, Égypte, 28 octobre - 22 novembre 2019)
- World Radiocommunication Conference 2015 (Genève, Suisse, 2 - 27 novembre 2015)
- World Radiocommunication Conference 2012 (Genève, Suisse, 23 janvier - 17 février 2012)
- World Radiocommunication Conference 2007 (Genève, Suisse, 22 octobre - 16 novembre 2007)
- World Radiocommunication Conference 2003 (Genève, Suisse, 9 juin - 4 juillet 2003)
- World Radiocommunication Conference 2000 (Istanbul, Turquie, 8 mai - 2 juin 2000)
- World Radiocommunication Conference 1997 (Genève, Suisse, 27 octobre - 21 novembre 1997)
- World Radiocommunication Conference 1995 (Genève, Suisse, 23 octobre - 17 novembre 1995)
- World Radiocommunication Conference 1993 (Genève, Suisse, novembre 1993)

## Coordination de fréquence
La WRC est responsable du problème de la coordination de fréquence entre les systèmes et utilisations du spectre radio. Ce problème est apparu dès les années 1920 quand les émetteurs se sont multipliés, avec apparition de brouillages mutuels en l'absence de réglementation.
Les divers services utilisant le spectre radio ont reçu des bandes réservées ou partagées, accompagnées de spécifications sur la puissance et la largeur de bande des émissions, permettant de garantir le non-brouillage mutuel. Le terme service est très général, incluant par exemple la radioastronomie, qui analyse des signaux extrêmement faibles dans des bandes dédiées, les liaisons Wi-Fi qui partagent des bandes ouvertes sans licences, la diffusion de télévision, les radioamateurs, les militaires, les mobiles maritimes, etc.
À l'apparition d'un nouveau système proposé par les industriels ou les gouvernements, des analyses de l'impact de ses émissions sur les systèmes existants sont effectuées en vue de définir soit des allocations de fréquence spécifiques, soit des limitations techniques (puissance, portée, etc.).
Seule la coordination sur des impacts dépassant les limites territoriales sont traitées par la WRC, les affectations et règles plus détaillées étant définies par les agences gouvernementales. Ainsi, par exemple, la répartition du spectre HF, où les émissions peuvent se propager à des milliers de kilomètres est définie par la WRC, alors que l'affectation des canaux en VHF, dont la portée est limitée aux frontières, est laissée aux administrations.

## Positions orbitales
L'apparition des satellites a élargi le champ de la WRC. Les bandes réservées soit aux liaisons de servitudes de télémesure et télécommande, soit aux canaux de télécommunications ont d'abord été définies, puis la position des satellites eux-mêmes a dû être réglementée selon les types de services.
Ainsi, deux satellites de distribution de télévision directe ne peuvent être positionnés sur l'orbite géostationnaire unique à moins de 3° s'ils utilisent les mêmes fréquences, sinon les antennes des utilisateurs au sol ne permettraient plus de les séparer.
Dans le cas des systèmes de constellations, comme GPS ou Galileo, utilisant la même bande de fréquence, le problème peut être complexe, et faire l'objet de luttes d'influence.

## Événements récents liés aux radioamateurs
À la conférence de 1997, les bandes radioamateurs ont été revues, les nouvelles bandes des 10 MHz, 18 MHz et 24 MHz leur étant allouées.
À la conférence qui s'est tenue en octobre 2003 à Nicosie, les autorités décidèrent que la condition précédemment obligatoire de réussir un examen portant sur le code Morse pour accéder aux bandes HF était supprimée mais que la décision d'appliquer ou non cette condition était laissée à la libre appréciation des administrations nationales.